# Ole Jørgen Bruvoll
Ole Jørgen Bruvoll  (* 7. April 1995) ist ein norwegischer Skilangläufer.

## Werdegang
Bruvoll, der für den Lierne Il startet, trat international erstmals beim Europäischen Olympischen Winter-Jugendfestival 2013 in Predeal in Erscheinung. Dort holte er jeweils die Bronzemedaille in der Mixed-Staffel und über 10 km Freistil und die Silbermedaille über 7,5 km klassisch. Im Februar 2014 lief er in Meråker seine ersten Rennen im Scandinavian-Cup, die er auf dem 69. Platz im Sprint und auf dem 44. Rang über 15 km Freistil beendete. Im folgenden Jahr gewann er bei den Nordischen Junioren-Skiweltmeisterschaften in Almaty die Bronzemedaille mit der Staffel und belegte zudem den 12. Platz im Skiathlon. In der Saison 2017/18 errang er mit vier Top-Zehn-Platzierungen den 14. Platz in der Gesamtwertung des Scandinavian-Cups. Bei den U23-Weltmeisterschaften 2018 in Goms holte er die Bronzemedaille im Skiathlon und wurde zudem Fünfter über 15 km klassisch. In der Saison 2018/19 kam er im Scandinavian-Cup erneut viermal unter die ersten Zehn. Dabei erreichte er bei der Minitour in Madona, die er auf dem achten Platz beendete, mit dem dritten Platz im Verfolgungsrennen seine erste Podestplatzierung im Scandinavian-Cup und zum Saisonende den 13. Platz in der Gesamtwertung. Nach Platz zwei über 15 km klassisch beim FIS-Rennen in Gålå zu Beginn der Saison 2019/20 nahm er im Dezember 2019 in Lillehammer erstmals am Skilanglauf-Weltcup teil. Dabei holte er mit dem 19. Platz im Skiathlon seine ersten Weltcuppunkte. In der Saison 2021/22 errang er mit vier Top-Zehn-Platzierungen den zweiten Platz in der Gesamtwertung. Seit der Saison 2023/24 nimmt er ausschließlich an den Ski Classics teil. Dabei gewann er in der Saison 2024/25 mit ersten Plätzen beim Isergebirgslauf und beim Summit 2 Senja sowie mit je einem zweiten sowie dritten Platz die Gesamtwertung.

## Siege bei Ski-Classics-Rennen
| Nr. | Datum          | Ort       | Rennen          | Disziplin                   |
| --- | -------------- | --------- | --------------- | --------------------------- |
| 1.  | 4. Januar 2017 | Bedřichov | Isergebirgslauf | 50 km klassisch Massenstart |
| 2.  | 30. März 2025  | Bardufoss | Summit 2 Senja  | 60 km klassisch Massenstart |